# 西阪仰
西阪 仰（にしざか あおぐ、1957年 - ）は、日本の社会学者、千葉大学名誉教授。専攻はエスノメソドロジー・会話分析。

## 来歴
早稲田大学大学院文学研究科博士課程社会学専攻単位取得退学。1997年「相互行為分析という視点」により、博士（文学）（早稲田大学）の学位を取得。1988年明治学院大学社会学部社会学科助手、89年同専任講師、92年同助教授、98年同教授。2014年千葉大学文学部教授。2023年千葉大学文学部退職。2023年度前期早稲田大学文化構想学部にて、2023年度後期立教大学大学院にて、ゼミ担当。

## 著書
- 『相互行為分析という視点 文化と心の社会学的記述』金子書房 認識と文化 1997
- 『心と行為 エスノメソドロジーの視点』岩波書店 現代社会学選書 2001
- 『分散する身体 エスノメソドロジー的相互行為分析の展開』勁草書房 2008

### 共編著
- 『語る身体・見る身体 <附論>ビデオデータの分析法』山崎敬一共編 ハーベスト社 1997
- 『会話分析への招待』好井裕明,山田富秋共編 世界思想社 1999
- 『インタラクション 人工知能と心』上野直樹共著 大修館書店 2000
- 『女性医療の会話分析』高木智世,川島理恵共著 文化書房博文社 ソキウス研究叢書 テクノソサエティの現在 2008
- 『共感の技法 福島県における足湯ボランティアの会話分析』早野薫,須永将史,黒嶋智美, 岩田夏穂共著 勁草書房 2013

### 翻訳
- G.サーサス、ハーヴィー・サックス、ハロルド・ガーフィンケル、エマニュエル・シェグロフ『日常性の解剖学 知と会話』北沢裕共訳 
  - マルジュ社 1989／ちくま学芸文庫（改訂新版） 2025
- ジェフ・クルター『心の社会的構成 ヴィトゲンシュタイン派エスノメソドロジーの視点』新曜社 1998
- H.サックス, E.A.シェグロフ, G.ジェファソン『会話分析基本論集 順番交替と修復の組織』世界思想社 2010

## 参考
- J-GLOBAL
- 西阪仰研究室